# Piazza della Rotonda

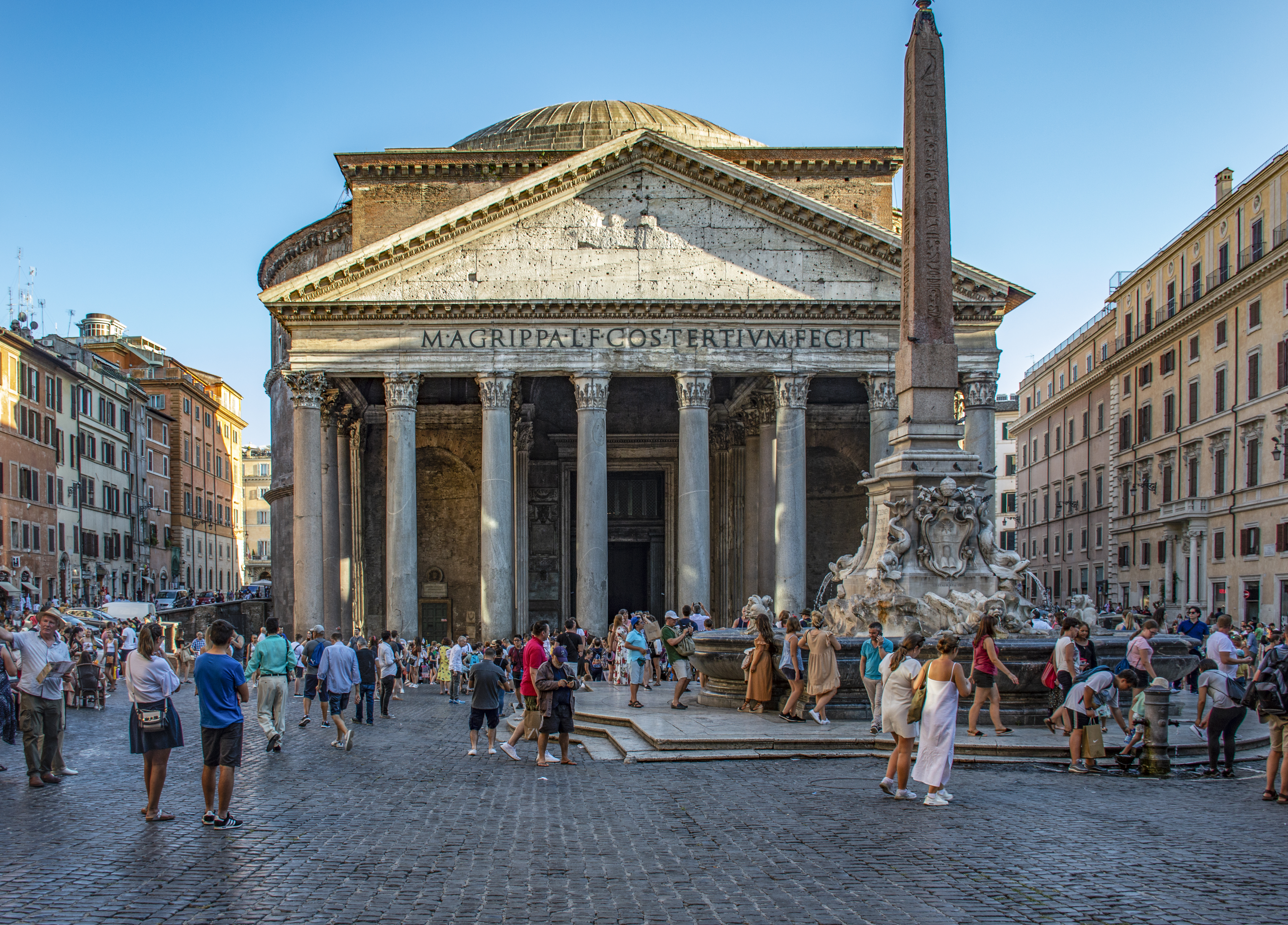
Piazza della Rotonda med Pantheon och Fontana di Piazza della Rotonda.

Piazza della Rotonda, även benämnd Piazza del Pantheon, är ett torg (piazza) i Rom. På torgets södra sida ligger Pantheon. Torget har fått sitt namn av Pantheons informella titel som kyrkan Santa Maria Rotonda.
Piazza della Rotonda är belägen i tre av Roms rioni: Colonna, Sant'Eustachio och Pigna.